# José Carrasco Tapia
José Humberto Carrasco Tapia (Santiago, Comuna de Conchali, 24 de agosto de 1943 - ibídem, Comuna de Recoleta 8 de septiembre de 1986) fue un periodista chileno que luchó contra la censura impuesta por la dictadura militar del general Augusto Pinochet en Chile. Fue miembro del Comité Central del Movimiento de Izquierda Revolucionaria (MIR), y fue periodista de revistas, diarios y televisión durante los años 1960 y 1970, entre ellos Punto Final, Gol y Gol, Siete Días,  y de las emisoras Radio Minería, Radio Portales y la extinta Radio Chilena. También en el Canal 9 de la Universidad de Chile. Además, fue editor internacional de la revista Análisis.
Su secuestro y asesinato motivó la protesta de numerosas asociaciones de la prensa mundial, como por ejemplo la Unión de Periodistas Españoles, la Asociación de Entidades Periodísticas Argentinas, etc.

## Secuestro y asesinato
José Carrasco Tapia, quien era apodado Pepone por sus amigos y cercanos,fue asesinado por agentes de la CNI al amanecer del 8 de septiembre de 1986, como represalia por el atentado contra Pinochet. El atentado a Pinochet había sido perpetrado el día anterior por un comando del Frente Patriótico Manuel Rodríguez (FPMR). 
La periodista Ana María Sanhueza afirma que a raíz del atentado en contra de Pinochet, el director de la CNI, general Humberto Gordon, ordenó a su personal vengar a los escoltas de Pinochet muertos en el atentado. «Que sea en proporción de dos a uno», les habría ordenado Gordon.

El secuestro de José Carrasco Tapia fue efectuado por un comando de inteligencia militar denominado "Comando Septiembre 11" (en alusión al golpe de Estado del 11 de septiembre de 1973), y formalmente  dependiente del Ministerio del Interior. 

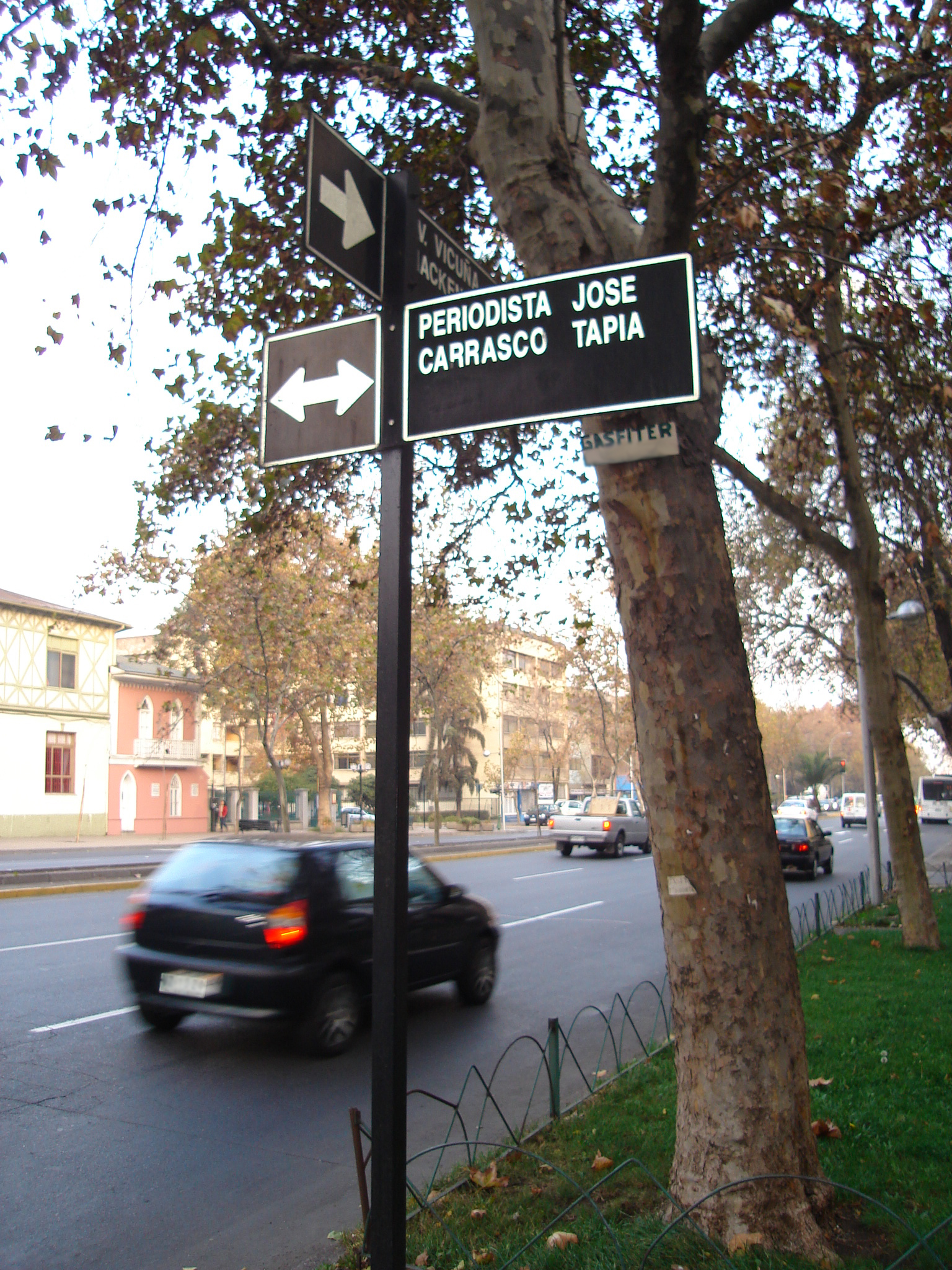
Calle Periodista José Carrasco Tapia, en Santiago.

El secuestro se efectuó mientras se encontraba durmiendo en su residencia, alrededor de las cinco de la mañana. Se realizó delante de su mujer, Silvia Vera, y de sus hijos Iván (de 16 años), Luciano (de 14 años), y Alfredo (de 12 años).  Dos oficiales del dicho comando, el capitán Jorge Octavio Vargas Bories y  el mayor Iván Belarmino Quiroz Ruiz, irrumpieron en el departaento en que vivía con su familia, en calle Santa Filomena, en el barrio Bellavista. Uno de los hijos del periodista Carrasco Tapia había inútilmente intentado bloquear por dentro, con una silla, la puerta de entrada al departamento.  De allí fue llevado descalzo y a medio vestir por los agentes que entraron en su domicilio y otro que esperaba afuera. Se subieron en dos vehículos. Quince minutos después de haberlo secuestrado, lo acribillaron con "catorce tiros de una pistola semiautomatica que le descerrajaban en la cabeza".
Otra versión detalla que en el lugar en que se perpetró su asesinato, detectives de la Brigada de Homicidios del Servicio de Investigaciones "recogieron 11 vainillas FME-82 de nueve milímetros y cuatro balas camisadas con cobre".Según un informe publicado por Memoria Viva, el asesinato se produjo en un muro del cementerio que los hechores usaron como paredón. De acuerdo con esta investigación, el periodista José Carrasco fue acribillado con doce disparos que recibió en el tórax y uno en el pie. El otro balazo impactó el muro. El informe confirma que en total fueron catorce disparos.
Su cuerpo baleado fue arrojado en las cercanìas del Cementerio Parque del Recuerdo, en Avenida Américo Vespucio 555, Huechuraba, Región Metropolitana. Los restos fueron encontrados alrededor de 45 minutos después del asesinato.
Esa misma noche, el señalado comando de la CNI, la Policía secreta de la dictadura militar de Augusto Pinochet (activa entre los años 1977 y 1990), había asesinado por las mismas razones de represalia, al técnico electricista Felipe Rivera, militante del Partido Comunista de Chile, y al profesor Gastón Vidaurrazaga Manríquez, militante del Movimiento de Izquierda Revolucionaria. Al día siguiente fue asesinado Abraham Muskatblit Eidelstein.

## Homenajes

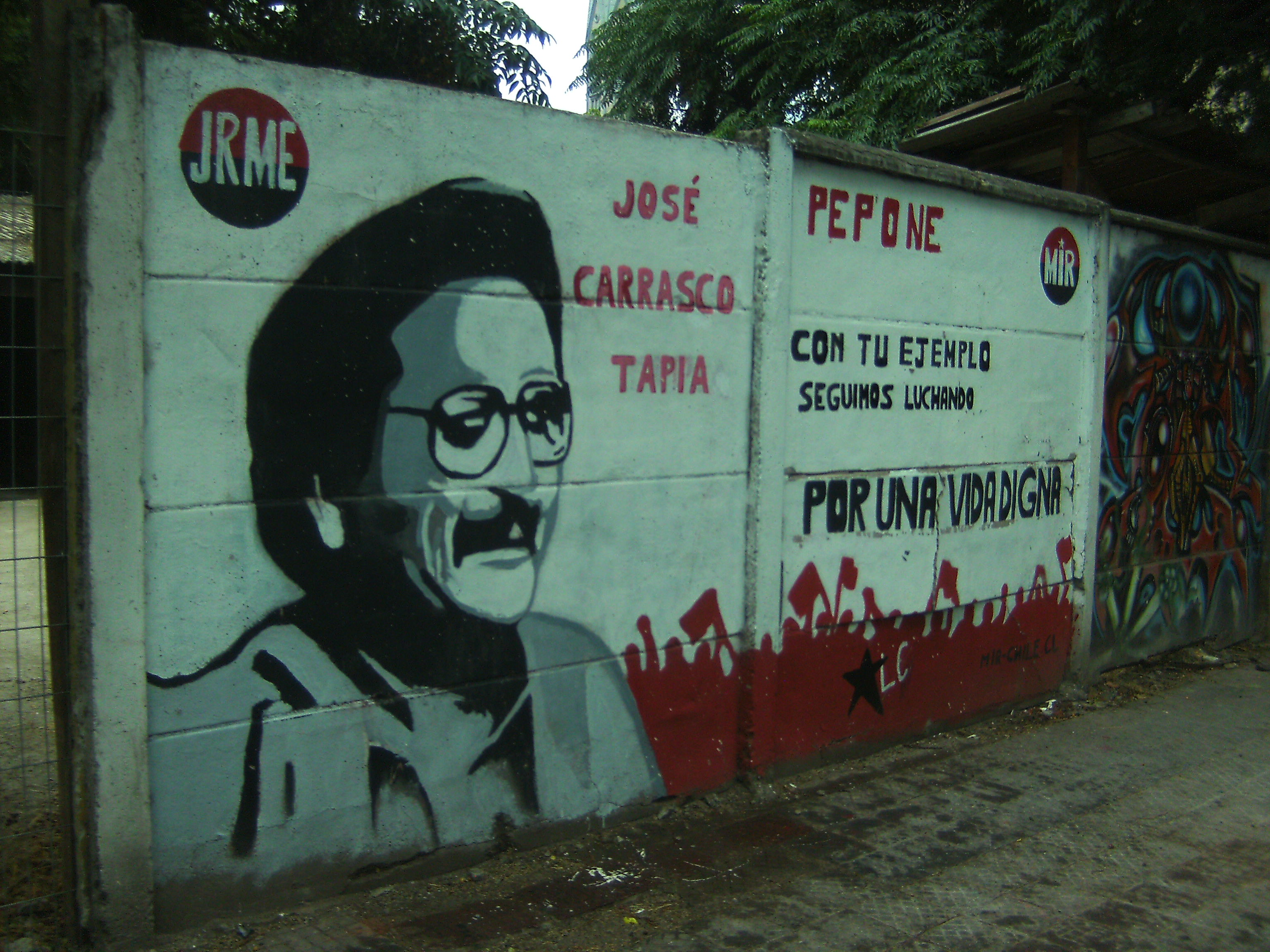
Mural de José Carrasco Tapia, ubicado frente a la Sede de la Federación de Estudiantes de Chile, FECH.

En 1991 un grupo de estudiantes de la Universidad de Chile fundó el primer Preuniversitario Popular para jóvenes de escasos recursos con el nombre de Preuniversitario José Carrasco Tapia. La calle donde se ubicaba antiguamente la Escuela de Periodismo de la Universidad de Chile lleva su nombre, así como también el auditorio del Instituto de la Comunicación e Imagen de la misma universidad.
La desaparición de Carrasco fue además mencionada en el capítulo 10 «La promesa» de la cuarta temporada de la exitosa serie de televisión Los 80, dirigida por Boris Quercia y transmitido el domingo 18 de diciembre de 2011, donde también se menciona el trabajo realizado por Teleanálisis.
La UPeC (Unión de Periodistas de Cuba) le otorgó póstumamente la distinción Félix Elmuza, establecida por el Consejo de Estado de la República de Cuba en honor a Félix Elmuza (periodista cubano integrante del Granma asesinado por la dictadura batistiana).

## Condenas
El 28 de diciembre de 2007 la Corte de Apelaciones de Santiago confirmó el fallo que un año antes había dictado el ministro en visita Haroldo Brito, y que condenó a 14 exagentes de la disuelta Central Nacional de Informaciones (CNI) por el asesinato de José Carrasco Tapia y otros tres profesionales: el profesor clandestino y artista plástico de los talleres del MIR Gastón Vidaurrazaga Manríquez, y los militantes del Partido Comunista (PC) Felipe Rivera Fajardo, electricista, y el publicista Abraham Muskatblit Eidelstein.
La más alta condena, de 18 años y un día de prisión fue contra el mayor (r) del Ejército y exjefe operativo de la CNI, Álvaro Corbalán Castilla, mientras que a trece años y un día están condenados el capitán (r) del Ejército Jorge Vargas Bories y el mayor (r) de Carabineros Iván Quiroz.